# Прапор Барашів
Пра́пор Бараші́в — офіційний символ села Бараші Ємільчинського району Житомирської області, затверджений 7 березня 2013 р. рішенням № 27 XXIII сесії Барашівської сільської ради VI скликання.

## Опис
Квадратне полотнище горизонтально поділено на три частини — синю, білу, зелену (4:3:4).

## Значення кольорів
Синій означає небо, багатство краю природною водою (річка Уж, озера, болота); зелений — Полісся, достаток та географічне розташування села; білий — чистоту, благородство, чесність мешканців села.
Автори — Лілія Валентинівна Варварчук, Сергій Вікторович Варварчук.